# Regnat d'Isabel II d'Espanya
El regnat d'Isabel II d'Espanya és el període de la història d'Espanya en que l'estat es constitueix com una monarquia constitucional després de la mort de Ferran VII de Castella el 1833 i la promulgació de la Constitució espanyola de 1837.
Acabada la Guerra del Francès (1808-1814) el retorn al tron de Ferran VII de Castella suposà la derogació de la Constitució Espanyola de 1812 elaborada a les Corts de Càdis i la restitució de la monarquia absoluta borbònica. La mort de Ferran VII de Castella el 29 de setembre de 1833 i l'esclat del conflicte successori entre la seva filla Isabel de Borbó i el seu germà Carles Maria Isidre de Borbó oferí als liberals la possibilitat d'instaurar novament una monarquia constitucional a Espanya. Carles Maria Isidre de Borbó, autoproclamat Carles V, va rebre el suport dels partidaris de la continuació de l'absolutisme, mentre els liberals recolzaren a la menor d'edat Isabel proclamant-la Isabel II d'Espanya.
Durant la minoria d'edat d'Isabel II d'Espanya s'establí la regència de la seva mare, Maria Cristina de Borbó; en arribar a la majoria d'edat la personalitat de la Reina Isabel, amb un caràcter acriaturat, sense dots per al govern i pressionada en tot moment per la cort, especialment per la seva pròpia mare i els generals Narváez, Espartero i O'Donnell, va impedir que el degut trànsit de l'Antic Règim a un model liberal culminés, de manera que el regne d'Espanya va arribar a l'últim terç del segle xix en condicions clarament desfavorables respecte a altres potències europees.
Per resolució de les Corts Generals i davant el fracàs de la Regència d'Espartero el 1843 es van succeir diversos períodes caracteritzats per un intent modernitzador d'Espanya que es va veure contingut, però, per les tensions internes dels anomenats "liberals", la pressió que van seguir exercint els partidaris de l'absolutisme més o menys moderat, les guerres successòries iniciades pels carlins, els governs totalment influïts per l'estament militar i el fracàs final davant les dificultats econòmiques i la decadència de la Unió Liberal. Tot plegat van portar al regne d'Espanya a l'experiència del Sexenni Democràtic i la proclamació de la Primera República Espanyola.

## Minoria d'edat d'Isabel II d'Espanya

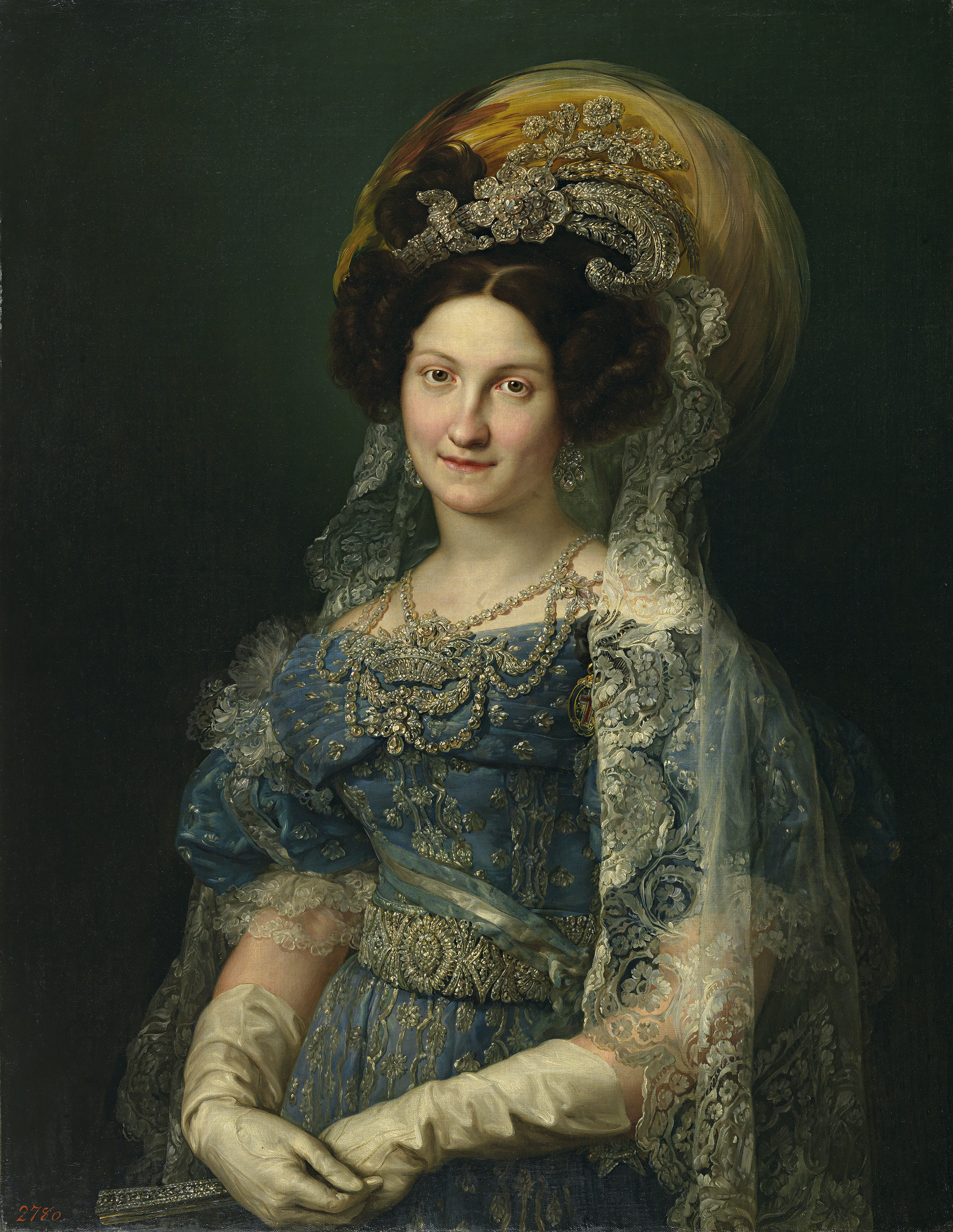
La regent Maria Cristina de Borbó

Durant el regnat de Felip V de Castella s'havia establert l'exclusió de les dones en la línia successòria mitjançant l'anomenada Llei Sàlica. Aquesta norma havia estat revocada el 1789 per Carles IV de Castella mitjançant un decret que no va arribar a promulgar. El 1830, mitjançant la Pragmàtica Sanció, Ferran VII de Castella el va elevar al rang de llei, però això no va ser obstacle perquè el seu germà Carles Maria Isidre de Borbó reclamés els seus drets a la Corona d'Espanya. Ferran VII havia previst la controvèrsia que s'endevinava i, volent el tron per a la seva filla primogènita, va nomenar regent la seva esposa Maria Cristina i va desterrar al seu germà Carles. Abans de morir la futura regent havia aconseguit separar els militars partidaris de Carles dels llocs prominents de l'exèrcit i s'havia garantit el suport dels liberals a l'exili, així com el de França i Anglaterra. No obstant això Carles es va autoproclamar rei l'1 octubre de 1833 amb el nom de Carles V, comptant amb el suport de la corona portuguesa i el silenci còmplice d'Àustria, Prússia i Rússia. Les tropes espanyoles van envair Portugal en un intent de castigar el suport al carlisme però amb la mediació d'Anglaterra Carles es va haver d'exiliar a Gran Bretanya, d'on escaparia en 1834 per presentar-se a Navarra per cabdellar la Primera Guerra Carlina. Paral·lelament a Europa hi havia importants canvis. El rei Guillem IV del Regne Unit inicià profundes reformes liberals i el Parlament britànic esdevingué el veritable motor polític de la vida política del país. Després de la derrota d'Espanya a la batalla de Trafalgar l'extensió del que serà poc més tard l'Imperi britànic comença el seu camí, sobretot a partir de 1837 amb l'ascens al tron de la reina Victòria I del Regne Unit. Al continent, dissolta la Santa Aliança des del 1830, la revolució liberal havia derrocat l'absolutisme i va provocar la caiguda de Carles X de França i establir una monarquia constitucional en la persona de Lluís Felip I de França, sota el mandat del qual s'impulsaria la revolució industrial i la burgesia prengué les regnes de l'economia nacional. L'absolutisme havia quedat relegat a Prússia, Rússia i Àustria, si bé ja es donaven els impulsos d'unificació amb la Unió Duanera del Nord d'Alemanya alimentada pels liberals. Maria Cristina de Borbó es va trobar un país on les forces vives semblaven unànimement decidides a superar el període absolutista, i reconegueren en la regent l'autoritat legítima per a dur-ho a terme al capdavant de la Corona d'Espanya.

### Regència de Maria Cristina i Constitució Espanyola de 1837

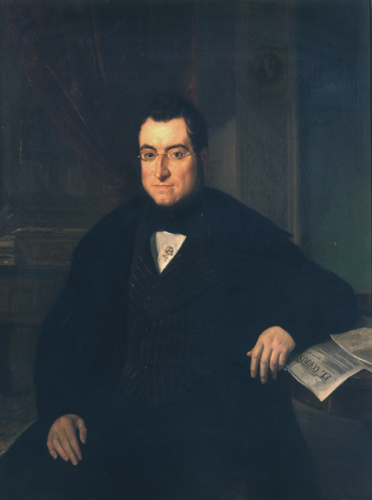
Bonaventura Carles Aribau publicà el 1832 al diari El Vapor L'Oda a la Pàtria, un poema culte en català que representa un cant d'enyorança de Catalunya i d'exaltació de la llengua catalana.

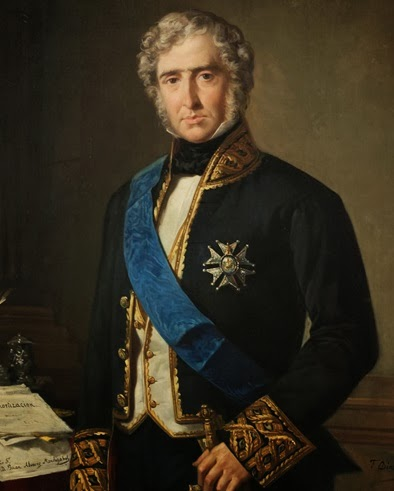
El maçó d'origen jueu Juan Álvarez Mendizábal, polític i financer espanyol, va impulsar una radical desamortització dels béns de l'Església Catòlica.

Entre les seves primeres mesures de govern Maria Cristina de Borbó va disposar un decret d'amnistia general que va permetre a molts dels detinguts per idees polítiques i als anomenats «afrancesats» sortir de la presó o tornar a Espanya des de l'exili. Al costat d'aquestes decisions es van reobrir les universitats i es va tractar d'impulsar una nova política. Per això es va crear el Ministeri de Foment com a impulsor d'una reforma en profunditat de les infraestructures, que durant el regnat de Ferran VII de Castella s'havien quedat clarament obsoletes en comparació amb França i especialment amb Gran Bretanya, ja en plena revolució industrial. El 1832 havia estat nomenat president del Consell de Ministres Francisco Cea Bermúdez que va iniciar tímides reformes administratives. No tenia capacitat ni interès per facilitar la incorporació de molts antics il·lustrats i liberals al nou model de desenvolupament econòmic i polític. Entre les polítiques del gabinet de Cea Bermúdez va destacar una nova divisió d'Espanya en províncies, promoguda pel secretari d'Estat de Foment Javier de Burgos, que amb algunes variants es manté en l'actualitat. L'absència de sintonia entre el liberalisme econòmic i polític i el govern va fer que la regent destituís Cea Bermúdez i nomenés Francisco Martínez de la Rosa com a nou president el gener de 1834. El nou president va haver de fer front a la Primera Guerra Carlina iniciada pels opositors al règim isabelí al País Basc, Navarra, Catalunya i Aragó fonamentalment.
Francisco Martínez de la Rosa va promulgar l'Estatut Reial el 1834, que dissimulava l'esperit liberal per no alterar els moderats i els opositors al liberalisme, i deixava sense aclarir si la sobirania nacional residia en el Rei o en les Corts: aquest equilibri polític va acabar per no acontentar ni els uns ni els altres. El 1853 esclatà una epidèmia de còlera assolà Espanya de sud a nord i els anticlericals difongueren el rumor que l'Església Catòlica havia ordenat als capellans enverinar els pous i canals dels que Madrid es proveïa d'aigua potable, el que va desembocar en assalts a convents i esglésies. Martínez de la Rosa va dimitir al juny de 1835 i els liberals es van sentir forts i es van mobilitzar en manifestacions de protesta per tota la península que en moltes ocasions es van convertir en greus incidents. La regent però va oferir la direcció del Govern a José María Queipo de Llano Ruiz de Saravia, que tres mesos després d'acceptar va haver de dimitir a causa dels violents enfrontaments que es van produir a Barcelona i d'un aixecament que va formar juntes revolucionàries similars les del període de la Guerra de la independència. Aquestes juntes es van unir a la Milícia Nacional i van prendre el control de diferents províncies. Els revolucionaris van presentar a la regent un plec de condicions i Maria Cristina es va sentir obligada a atorgar el govern a Juan Álvarez Mendizábal en un intent d'acontentar els progressistes. Mendizábal va arribar a un acord amb els liberals: les juntes revolucionàries havien de dissoldre's i integrar-se en l'organigrama administratiu de l'Estat a canvi de reformes polítiques i econòmiques. Va obtenir de les Corts poders extraordinaris per tirar endavant reformes en el sistema que es van concretar en una modificació substancial de la hisenda pública i el sistema fiscal per garantir un Estat sanejat capaç d'afrontar les seves obligacions, atendre els emprèstits i obtenir nous crèdits, a més de la desamortització de bona part dels béns de l'Església catòlica amb la finalitat de finançar la guerra contra els carlins. Els efectius militars es van augmentar fins a 75.000 nous homes i es va destinar a la Primera Guerra Carlina una major aportació de 20 milions de pessetes. Però després d'una campanya de desprestigi Mendizábal fou destituït i va ser nomenat president del Consell de Ministres Francisco Javier de Istúriz, un progressista que havia tornat de l'exili i havia evolucionat cap a posicions molt més moderades i contràries al procés de desamortització salvatge de Mendizábal. Després de dissoldre les Corts per formar-ne unes de constituents que redactessin una nova constitució va haver de fer front al Motí de la Granja de San Ildefonso que pretenia, i va obtenir, que la Regent restituís la Constitució Espanyola de 1812 i derogués l'Estatut Reial; Istúriz fou destituït el 14 agost de 1836, tan sols tres mesos després del seu nomenament. El nou president del Govern va ser José María Calatrava, que va nomenar ministre d'Hisenda precisament a l'anteriorment destituït Mendizábal, que va aprofitar per continuar el procés implacable de desamortització. Calatrava impulsà una nova constitució que procurava superar la discussió entre liberals partidaris de la constitució gaditana de 1812 i els moderats refractaris a aquesta per la qüestió de la sobirania nacional. Finalment la reina aprovà la Constitució Espanyola de 1837:
| « | Doña Isabel II, por la gracia de Dios y la Constitución de la Monarquía Española, Reina de las Españas, y en su Real nombre, y durante su menor edad, la Reina Viuda su Madre Doña María Cristina de Borbón, Gobernador del Reino; a todos los que las presentes vieren y entendieren, sabed: Que las Cortes generales han decretado y sancionado, y Nos de conformidad aceptado, lo siguiente: Siendo la voluntad de la Nación revisar, en uso de su soberanía, la Constitución política promulgada en Cádiz el 19 de Marzo de 1812, las Cortes generales, congregadas a este fin, decretan y sancionan la siguiente Constitución de la Monarquía Española. | » |

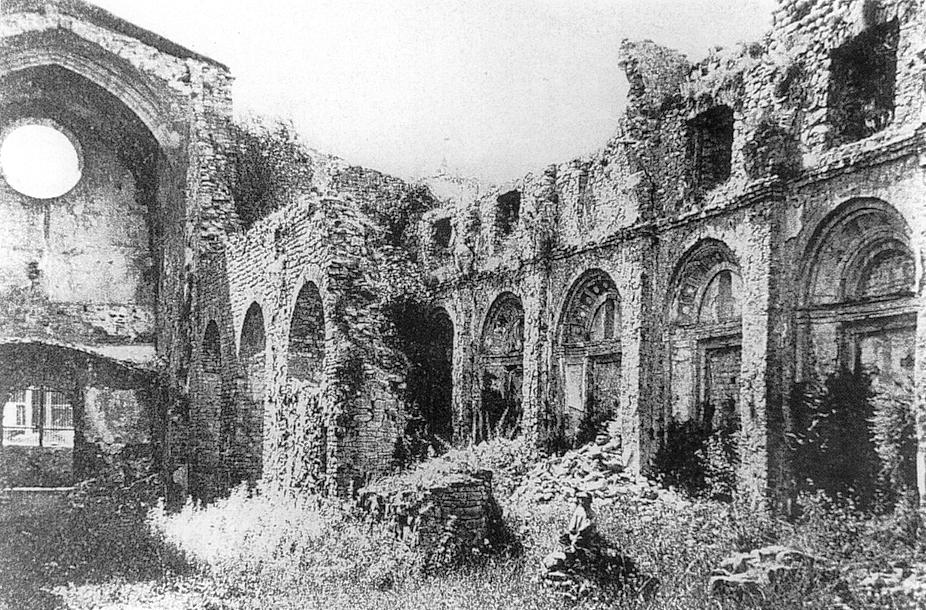
Monestir de Santa Maria de Ripoll després de l'atac i incendi durant les Bullangues de 1835

Des del 1833 els carlins s'havien fet forts al País Basc, Navarra, Aragó i Catalunya fonamentalment, amb un suport inicial d'uns 70.000 homes, encara que els alçats en armes eren molts menys. El 14 novembre de 1833 les Juntes d'Àlaba i Biscaia van nomenar a Tomás de Zumalacárregui cap dels seus exèrcits, mentre el pretendent Carles Maria Isidre es va instal·lar a Estella, entre Navarra i el País Basc, des d'on dirigí la contesa. Malgrat les victòries inicials Zumalacárregui fou derrotat en la batalla de Mendaza (1834). La primavera de 1835 va dirigir una nova incursió però durant el Setge de Bilbao (1835) Zumalacárregui va patir ferides de combat que li van provocar la mort dies més tard. La mort de Zumalacárregui va provocar una estabilització dels fronts fins que el 1837 es dirigí una nova incursió que arribà fins a les portes de Madrid. Allí el general isabelí Baldomero Espartero reeixí en la defensa de la ciutat i el 1839 va signar la pau amb el general carlista Rafael Maroto pel que es coneix com l'Abraçada de Bergara. Però políticament la regència de Maria Cristina no pogué evitar l'enfrontament entre progressistes i moderats. A la Presidència del Consell de Ministres se succeïren tres homes de l'ala més moderada del liberalisme en menys d'un any i Maria Cristina era conscient que el sistema es trobava en una greu crisi. La regent es va entrevistar amb Espartero a Barcelona i li oferí la Presidència del Consell, mentre el general li va demanar la dissolució de les Corts i el veto a la legislació moderada sobre els ajuntaments. Tot i que inicialment es va arribar a un acord, Maria Cristina no respectà allò pactat i va acabar sancionant la Llei d'Ajuntaments. El 15 juny Espartero va dimitir i a Barcelona i Madrid esclataren enfrontaments entre moderats partidaris de la regent i progressistes partidaris d'Espartero. L'esclat revolucionari a Madrid de l'1 de setembre i la pressió de les Juntes Provincials van fer la resta: Maria Cristina va abdicar el 12 octubre de 1840 i Espartero fou nomenat regent.

### Regència d'Espartero

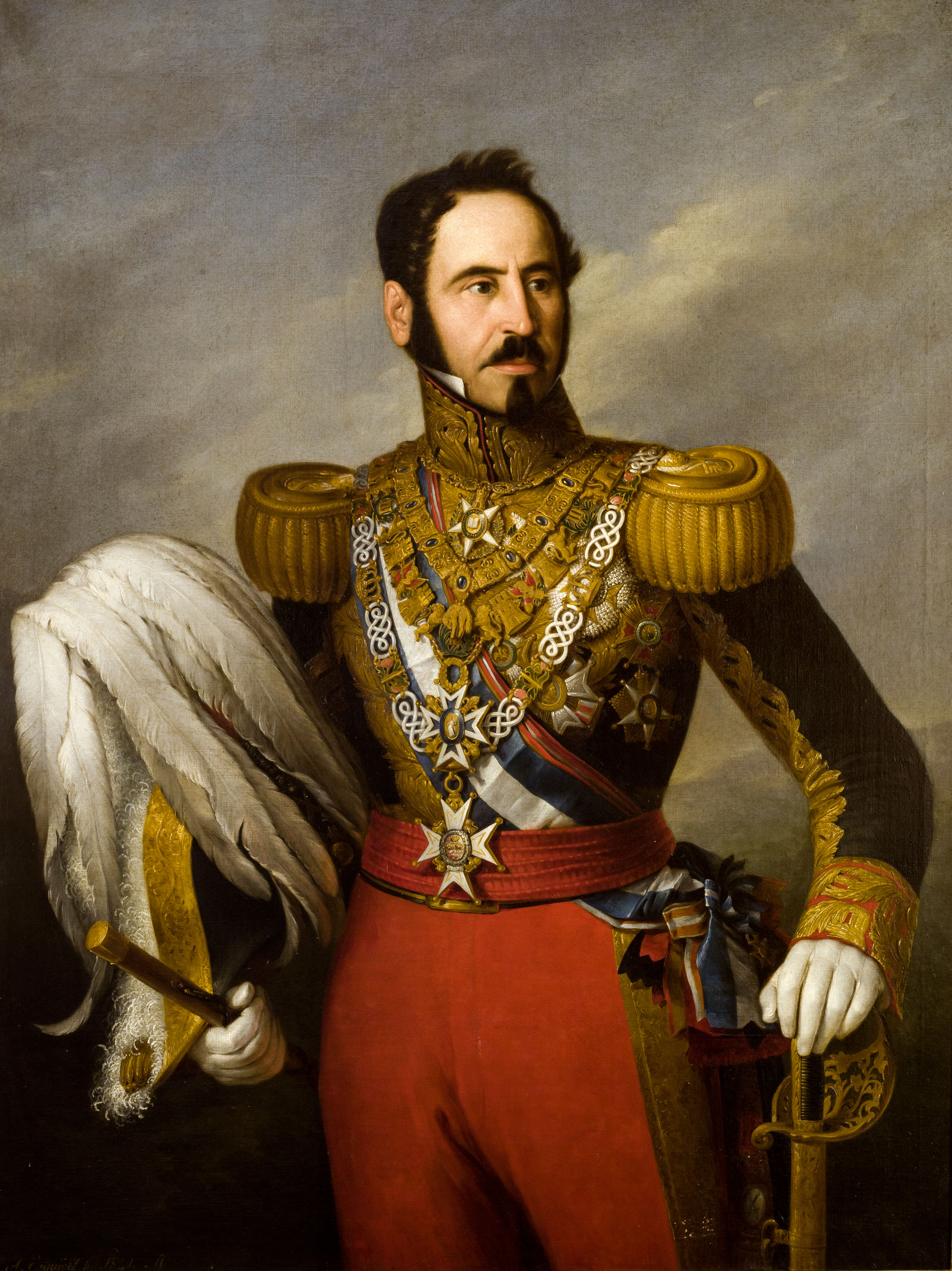
El progressista Baldomero Espartero obtingué prestigi durant les guerres colonials i combatent els carlins. El 1842 ordenà bombardejar Barcelona.

El Partit Progressista defensava una sobirania que residís en l'única Nació Espanyola representada en Corts Generals. Comptaven amb la força de la Milícia Nacional i recolzaven les desamortitzacions radicals de Mendizábal i Flórez Estrada així com l'obertura del comerç i el lliurecanvisme. Els moderats es presentaven com els que contenien als progressistes en el seu afany de destruir tota tradició històrica i dissenyar una nova societat. Entre els seus membres hi havia nobles liberals, funcionaris, professionals i membres del clergat que atribuïen un concepte de sobirania nacional compartit entre el Rei i les Corts, així com la defensa dels «drets històrics» i les «valors tradicionals». El 1849 es formà el Partit Democràtic, més ambiciós que els progressistes i que pretenia el sufragi universal masculí enfront del sufragi censatari de liberals i moderats, la legalització de les incipients organitzacions obreres i un repartiment de la terra per als agricultors, ja que la desamortització de Mendizábal tan sols havia suposat l'expropiació de les terres de l'Església Catòlica per a vendre-la a la burgesia i la noblesa benestant, però no havia aportat terra als camperols. També aparegué el Partit Republicà que qüestionava la monarquia i advocava per un canvi de règim.

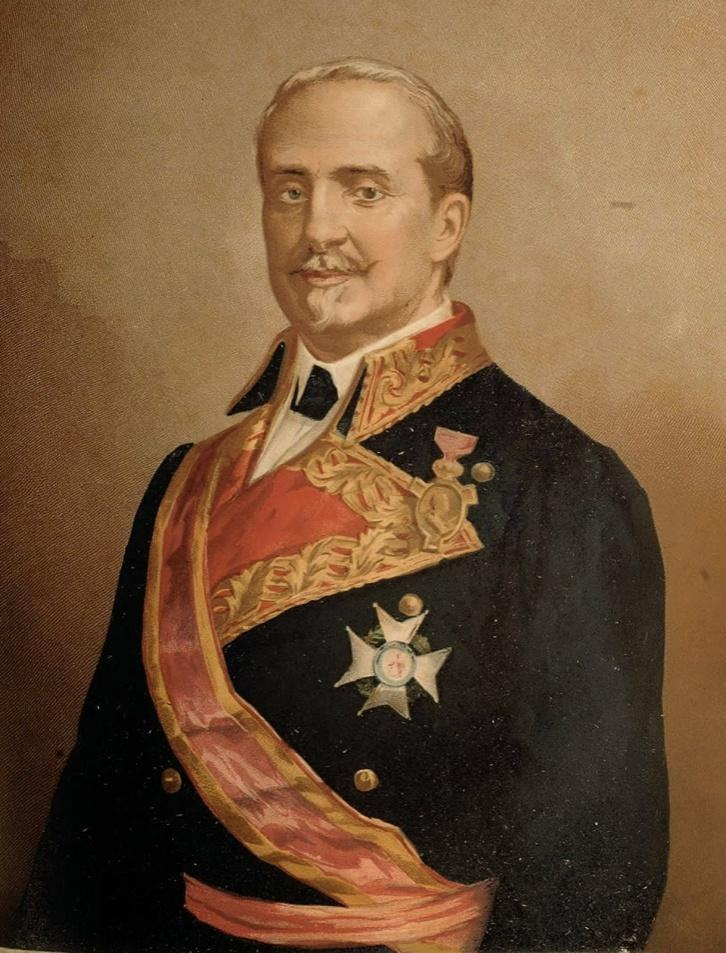
El moderat Leopoldo O'Donnell era d'ascendència irlandesa.

En aquest escenari el general progressista Baldomero Espartero va assumir la regència d'Espanya. El nou govern va comptar amb l'oposició dels moderats encapçalats per Leopoldo O'Donnell i Ramón María Narváez y Campos. Amb la regència d'Espartero el govern d'Espanya és ocupat per primera vegada per un militar, situació que es faria freqüent al llarg dels segles XIX i XX. L'ambició d'Espartero suposà la divisió dels progressistes entre els anomenats unitaris i trinitaris, segons preferissin que la regència estigués en mans d'una o tres persones, doncs els trinitaris eren recelosos a l'autoritat militar que se li conferiria a Espartero. En arribar al poder aquest es va envoltar de militars més afectes a la seva persona que a la causa progressista, el que va propiciar la resposta d'alguns sectors que veien en l'actitud del general més un projecte de dictadura militar que de procés democratitzador. Per la seva part el general moderat O'Donnell va fer un pronunciamiento a Pamplona, mentre alhora que es produïen revoltes civils de caràcter republicà. Els pronunciamientos no eren considerats com a autèntics cops d'estat, sinó com una forma d'estendre l'activitat política en una societat aliena a les intrigues del poder. En tots els casos es rebia un suport civil puntual en zones concretes, però mai es va aplicar una depuració de les responsabilitats per part del govern. Des de juliol de 1842 Espartero va exercir un poder cada vegada més autoritari, dissolent les Corts quan va gosar oposar-se-li mentre a Barcelona es va produir una revolta cívica per la política cotonera en què s'enfrontaven els lliurecanvistes i els proteccionistes que es va saldar amb l'assalt a la Ciutadella de Barcelona. Els militars fugiren de la Ciutadella i es refugiaren al Castell de Montjuïc, mentre el general progressista Espartero ordenà que Barcelona fos bombardejada i es restablís l'ordre. Després del bombardeig de Barcelona l'oposició al regent va anar a més, inclòs entre els seus acòlits, que es van oposar al que ja s'havia convertit en una clara dictadura. Les eleccions de 1843 es van saldar amb un clar triomf de Olózaga i Espartero les va impugnar. Al mateix temps O'Donnell i Narváez havien pres el control de bona part de l'exèrcit des del seu exili i tant moderats com progressistes es van conjurar per derrocar el règim d'Espartero. Narváez es va alçar en armes i Espartero va fugir dels país.

## Regnat d'Isabel II d'Espanya
Amb la caiguda d'Espartero el conjunt de la classe política i militar va arribar al convenciment que no havia d'instar a una nova regència sinó reconèixer la majoria d'edat de la reina Isabel tot i que només tenia tretze anys. Així, fins a 1868 es va desenvolupar un regnat complex, no exempt d'alts i baixos, que van marcar la resta de la situació política del segle xix i part del segle XX a Espanya. Durant aquest temps es van succeir diferents períodes identificables amb canvis en la situació política, econòmica i social. La Dècada moderada (1844-1854), el Bienni Progressista (1854-1856), i els governs de la Unió Liberal (1856-1868) que acabaren en esclatar la Revolució de 1868.

### Dècada Moderada, Constitució Espanyola de 1845, i la Guerra dels Matiners

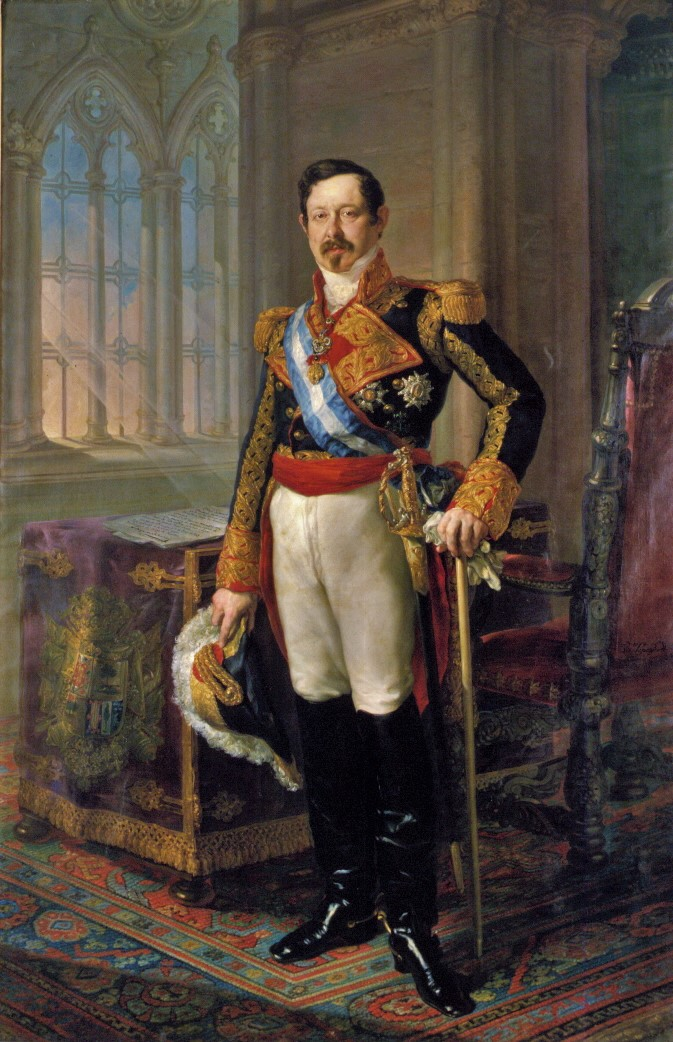
El moderat Ramón María Narváez

El general Narváez, convertit en líder del Partit Moderat, va assumir la Presidència del Govern el 4 maig de 1844 donant amb això inici a la que s'ha anomenat Dècada Moderada. Durant aquest període de relativa estabilitat i s'imposà una nova llei municipal (1845) amb sufragi directe censatari i reforçant el centralisme i dictant una nova constitució, la Constitució Espanyola de 1845 que tornarà al model de sobirania compartida entre el Rei i les Corts i va reforçar els poders de la Corona. Amb l'arribada al poder el Partit Moderat es va dividir fins que Narváez fou destituït el 1846 arran de les disposicions matrimonials que planejava per a la reina Isabel II. Paral·lelament la mare de la reina, l'ex regent Maria Cristina, havia ordit un pla matrimonial per casar la seva filla amb l'hereu de la Corona francesa. Tals propòsits van aixecar les suspicàcies d'Anglaterra que recordà a Espanya la impossibilitat d'unir en una sola corona els regnes d'Espanya i França en virtud de la vigència del Tractat d'Utrecht. Proclamat Francisco Javier de Istúriz, aquest només va aconseguir mantenir-se fins al 28 gener de 1847, quan Mendizábal retornat de l'exili el va obligar a dimitir. De gener a octubre d'aquest any es van succeir tres governs sense rumb mentre a Catalunya els carlins encpçalaven la Guerra dels Matiners.

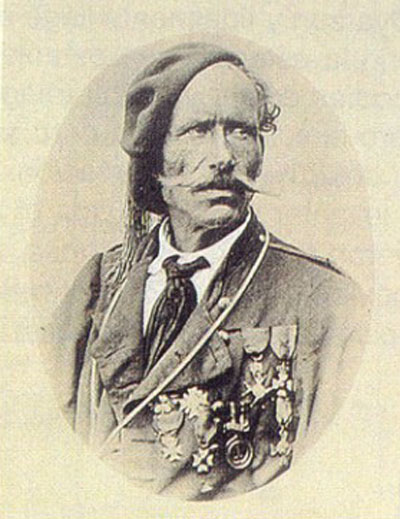
El general Francesc Savalls i Massot.
Participà en la Primera Guerra Carlina amb 17 anys arribant al grau de capità i després en la Guerra dels Matiners o segona guerra carlina. Després de la derrota s'exilià a Niça i s'allistà a l'exèrcit dels Estats Pontificis lluitant al bàndol papal contra els exèrcits italians que pretenien la unificació nacional italiana i representaven, com els isabelins a Espanya, una ideologia liberal centralista.

El 17 de maig de 1847 fou afusellat a Solsona el mariscal de camp carlí Benet Tristany, i exposat el cadàver del Bartomeu Porredon, mort a cops de baioneta a Clariana de Cardener. A la darreria del 1847, Pavía anuncià la pacificació de Catalunya, tal com desitjava Narváez. Però la guerra, en bona part per manca de mitjans, hom no la podia pas considerar acabada. L'abril del 1848 es reprengué quan Josep Masgoret i Marcó entrà a Catalunya i es posà al capdavant de les forces montemolinistes (victòries carlines de Sant Jaume de Frontanyà i del Pont de Rabentí, i presa de Vidrà), mentre Ramon Cabrera entrava (23 de juny) per Oceja, fet que donà impuls a la lluita, i publicava una proclama de to moderat. Després d'enviar Forcadell al Maestrat, Cabrera organitzà alguns escamots de cavalleria i cercà una victòria que equilibrés la seva inferioritat. Però la guerra no canvià de manera substancial: els audaços cops de mà dels carlins -atac a la vila de Gràcia i al Portal de l'Àngel, pel juliol del 1848- eren contrarestats per les victòries governamentals i pel fracàs de l'aixecament fora de Catalunya: derrota i afusellament de Joaquín Julián de Alzaa, promotor de l'aixecament a Guipúscoa (juny-juliol del 1848); fracàs de la temptativa a Navarra i a Burgos; ineficàcia de les partides del Maestrat i del Baix Aragó i als Montes de Toledo. La victòria de Borges sobre el brigadier Paredes a l'Esquirol i la de Cabrera a Avinyó sobre la columna del general Manzano (16 de novembre de 1848) i la incorporació a la lluita dels republicans del brigadier Ametller, de Francesc Bellera i de Joan Barrera, particularment forts a l'Empordà, i de Baldrich i Escoda, que operaven a la rodalia de Barcelona i de Tarragona, no modificaren la relació de forces. Si bé el sometent aixecat pel govern (repartiment de 6.000 fusells) no donà gaire resultat, la política d'atreure i subornar alguns caps montemolinistes (mitjançant diners i el reconeixement dels graus militars) resultà eficaç: s'hi acolliren, entre d'altres, a Aragó, el Coix de Carinyena; a Catalunya, Miquel Vila (Caletrus), Bartomeu Poses, i fins i tot, des de França, Josep Pons (dit Bep de l'Oli). Això sembrà entre els carlins la por a la traïció. El baró d'Abella, Josep de Calassanç d'Abat i de Subirà, va intentar negociar la rendició dels germans Tristany, però aquests van informar puntualment Cabrera i li van preparar un ensurt el 23 de febrer de 1849; fou pres i afusellat després d'un consell de guerra. Pel gener, mentre Ametller era derrotat a la Vajol, Concha atacà el reducte principal de Cabrera (les Guilleries i la vall d'Hostoles). Aquest derrotà les columnes del general Hore (a les Planes) i del coronel Ruiz, però l'endemà fou batut i ferit (accions del Pasteral). Aquesta fou la darrera acció important de la guerra; la detenció del pretendent carlí pels duaners francesos quan intentava d'entrar a Catalunya (4 d'abril) desanimà els seus partidaris, i el 26 d'abril Ramon Cabrera passà a França. El 14 de maig els darrers montemolinistes travessaren la frontera, manats pels Tristany, o bé es lliuraren als governamentals.
El 4 octubre va ser nomenat de nou President Narváez, qui va designar com a mà dreta i ministre de Foment al conservador Juan Bravo Murillo. El nou govern va ser en principi estable fins que la Revolució de 1848 que recorria tot Europa protagonitzada pel moviment obrer i la burgesia més liberal va provocar insurreccions a l'interior d'Espanya, que foren durament reprimides. Narváez va actuar com un autèntic dictador enfrontant-se a la reina, al rei consort Francesc d'Assís, als liberals i als carlins. La situació d'enfrontament va durar fins al 1851, quan es va veure obligat a dimitir per ser substituït per Bravo Murillo. En el govern conservador de Bravo es va evidenciar un alt grau de corrupció pública fruit d'un gran creixement econòmic desordenat i d'intrigues internes per obtenir avantatges en les concessions públiques, situació en la qual estava implicada la mateixa família reial al complet. Bravo Murillo, a qui molts consideren un servidor públic honrat, va cessar en 1852, i el van succeir tres governs fins a juliol de 1854. Mentrestant Leopoldo O'Donnell, antic col·laborador de l'ex regent Maria Cristina, es va unir als moderats més progressistes i va tractar d'organitzar una revolta comptant amb l'exèrcit i algunes de les figures que anys més tard esdevingueren destacats polítics com Antonio Cánovas del Castillo. O'Donnell va protagonitzar un intent de cop d'estat no reeixit en el que es coneix com La Vicalvarada. El 17 juliol a Madrid militars i civils van sortir al carrer en una successió d'actes violents, aixecament de barricades i epartiment d'armes que posaren en perill la vida de la mare de la reina, l'exregent Maria Cristina, que va haver de buscar refugi.

### Bienni Progressista
Després d'alguns intents desesperats per nomenar un president del Consell que contingués els aldarulls el 28 juliol de 1854 van entrar a Madrid Espartero i O'Donnell aclamats per la multitud com herois. La reina Isabel II va encarregar formar govern a Baldomero Espartero i s'inicià el Bienni Progressista. Tot i així però, Espartero es va veure obligat a nomenar ministre de la Guerra a Leopoldo O'Donnell causa de la seva popularitat i al control que exercia sobre amplis sectors militars. Aquesta comunió perversa entre tots dos, aparentment fidels un a l'altre, no va estar exempta de problemes. Mentre que O'Donnell tractava de contrarestar les pràctiques liberals d'Espartero pel que fa a la seva posició sobre l'Església i la desamortització, l'antic regent buscava un camí cap al liberalisme a Espanya molt influït per la seva pròpia personalitat i els canvis que es operaven a Europa.
Les mateixes eleccions a Corts Constituents de 1854 van donar un nombre més gran d'escons als partidaris d'Espartero. Així les coses no és d'estranyar que els intents de convivència naufraguessin al temps de la desamortització de Madoz i la qüestió religiosa, en presentar davant les Corts un projecte que declarava que ningú podia ser molestat per les seves creences. La proposta va ser aprovada i es van trencar les relacions amb la Santa Seu i perdrà el Concordat de 1851. Però O'Donnell no estava disposat que aquesta situació es perpetués. Espartero, conscient de la situació, va activar els seus ressorts en defensa del liberalisme mobilitzant a la Milícia Nacional i la premsa en contra dels ministres moderats, però la Reina va preferir concedir la direcció del Govern a O'Donnell davant una situació tan inestable, a la que se sumaven les revoltes carlines a València i una greu situació econòmica. Tots dos bàndols es van enfrontar en accions militars als carrers els dies 14 i 15 juliol de 1856, i finalment Espartero es va retirar.

### Governs de la Unió Liberal

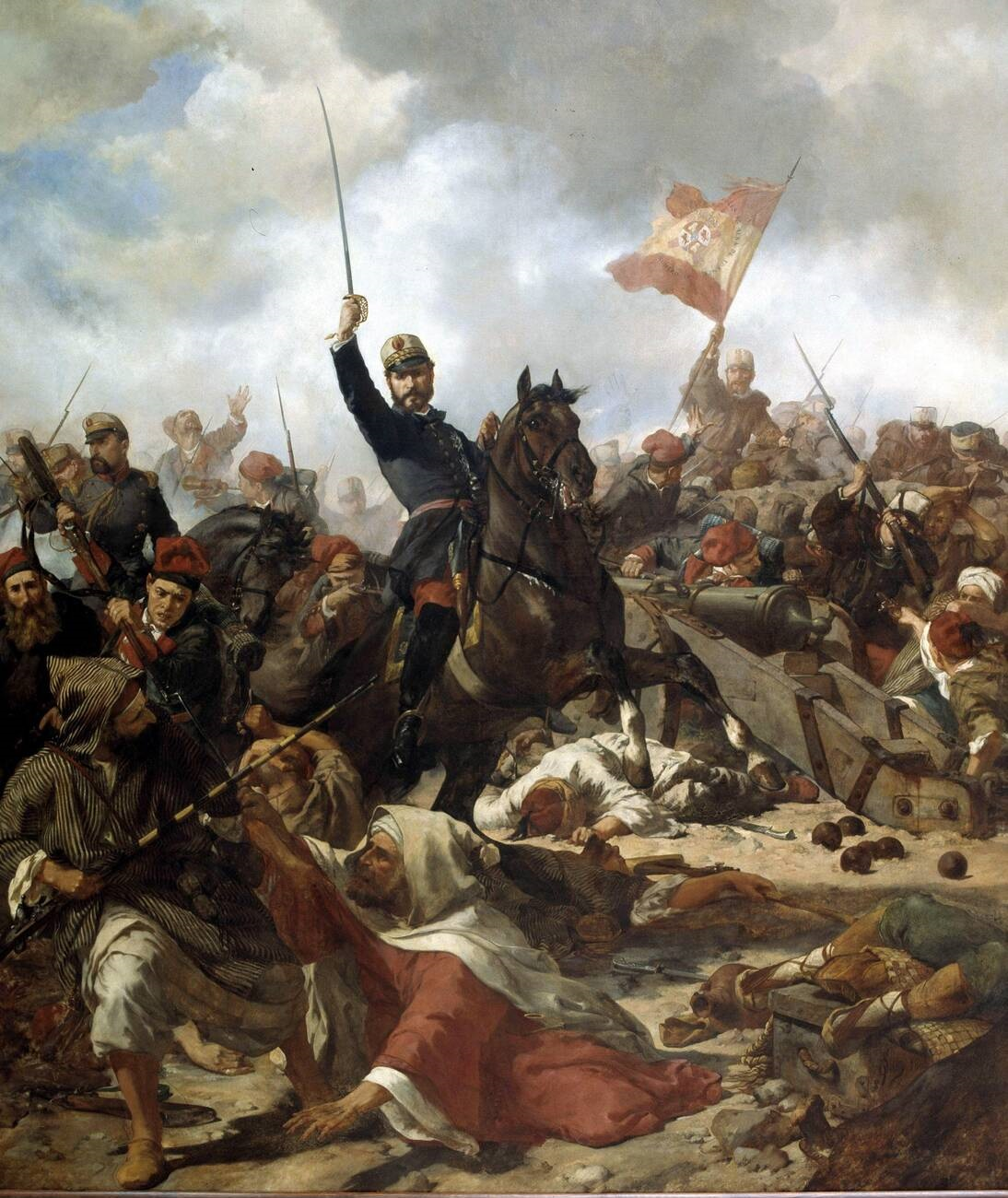
El general Joan Prim i Prats a la batalla de Tetuan (1860) encapçalant l'atac del Batalló de Voluntaris Catalans, uniformats amb barretina, faixa i espardenyes, durant la Guerra d'Àfrica (1859-1860). La construcció de la nació espanyola definí unes identitats regionals basades en el folklorisme i els valors rurals. Pretenia així atraure's als sectors propers al carlisme que rebutjaven el liberalisme de les grans ciutats urbanes. Es forjaren uns estereotips tòpics regionals d'aragonesos, catalans, balears i valencians supeditats a la identitat nacional espanyola i al «regionalismo bien entendido».

Un cop O'Donnell nomenat President del Consell de Ministres, va restaurar la Constitució Espanyola de 1845 amb una acta addicional amb la qual va tractar d'atreure's sectors liberals. Les lluites entre les diferents faccions moderades i liberals, i entre elles mateixes, van continuar malgrat tot. Després dels successos de juliol, la debilitat d'O'Donnell va portar a la reina a canviar de nou de Govern amb Narváez el 12 octubre de 1856. La inestabilitat es mantingué i la reina oferí la presidència a Juan Bravo Murillo, que la va rebutjar, recaient finalment el càrrec en el general Francisco Armero Peñaranda, durant menys de tres mesos. El 14 gener de 1858 el succeí Francisco Javier de Istúriz. El 30 juny de 1858 Leopoldo O'Donnell tornà a formar govern en el qual es va reservar el Ministeri de la Guerra. El gabinet va durar quatre anys i mig fins al 17 gener de 1863 i va ser el govern més estable del període. Encara que amb canvis puntuals no va comptar amb més d'una dotzena de ministres. Les persones claus del nou executiu van ser el ministre d'Hisenda Pedro Salaverría, encarregat de mantenir la recuperació econòmica, i el de Governació, José de Posada Herrera, que va controlar des del poder les llistes electorals i qualsevol sortida de to dels membres del nou partit: la Unió Liberal.

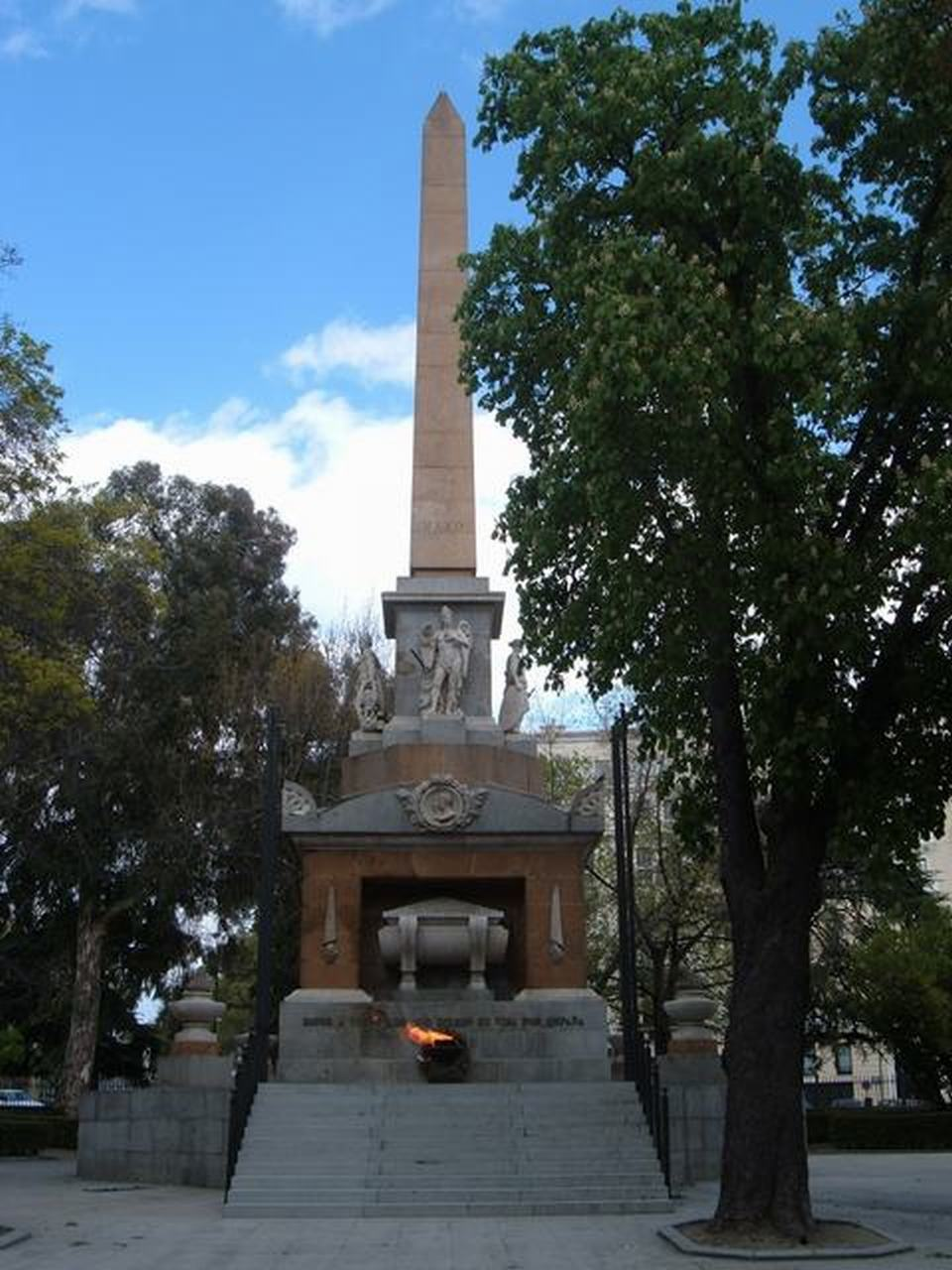
Monument als Herois del Dos de Maig de 1808; Plaza de la Lealtad, Madrid (1840).
Projectat durant el Trienni Liberal el 1820, la construcció es va aturar després del retorn a l'absolutisme. El 1836 es repren la construcció i fou inaugurat el 2 de maig de 1840. És un dels exemples del procés de construcció nacional espanyola que es basen en l'exaltació dels valors liberals de la Constitució Espanyola de 1812.

Les eleccions a Corts del 20 setembre de 1858 van atorgar a la Unió Liberal un absolut control del poder legislatiu. Les més destacades actuacions van ser les grans inversions en obres públiques, amb l'aprovació fins i tot de crèdits extraordinaris, que van permetre el desenvolupament del ferrocarril i la millora de l'exèrcit, es va continuar amb la política desamortitzadora, tot i que l'Estat va lliurar a canvi deute públic a l'Església i va reposar el Concordat de 1851, es van aprovar diferents lleis que serien claus posteriorment i la vigència va arribar al segle XX: Llei Hipotecària (1861), reforma administrativa interna de l'Administració Central i dels municipis i primer Pla de Carreteres. Per contra el Govern no va aconseguir desterrar la corrupció política i econòmica generalitzada que arribava a tots els estaments del poder, no va aprovar l'anunciada llei de premsa i, a partir de 1861, va veure decaure el seu suport parlamentari. En 1860 es va produir el Desembarcament carlí de Sant Carles de la Ràpita dirigit pel pretendent al tron Carles Lluís de Borbó i de Bragança en un intent per desembarcar des Balears prop de Tarragona l'equivalent a un regiment de fidels per iniciar una nova guerra carlina.
El Regne d'Espanya havia continuat patint, després de les independències dels països sud-americans i la derrota a Trafalgar, un imparable deteriorament en la seva condició de potència colonial alhora que el seu paper a Europa havia minvat considerablement. França i Anglaterra havien ocupat l'espai europeu i els seus respectius imperis actuaven a Amèrica, Àsia i Àfrica. La política exterior va tractar de limitar-se a mantenir la condició de potència de segon ordre del Regne d'Espanya, però aquesta situació va estar limitada per diversos aspectes. En primer lloc, per la indefinició de l'acció internacional espanyola, fins i tot durant els governs de la Unió Liberal, en segon lloc, per mantenir en diferents punts del globus interessos econòmics que, però, no podien ser atesos per un exèrcit modern i capaç de fer front als reptes que suposava desplaçar-se per tot l'orbe, en tercer lloc, per la mateixa ineficàcia i desconeixement de la política internacional de la reina, i en quart i últim lloc, per la fortalesa militar i econòmica de França i Gran Bretanya. Aquestes potències, lluny d'enfrontar-com en el passat, s'havien aliat i ajudant a Isabel II a mantenir-se al tron. Per altra banda Prússia, Àustria i Rússia recolzaven modestament els carlins. En aquestes circumstàncies el Regne d'Espanya es va integrar a la Quàdruple Aliança al costat de Portugal sota senzilles premisses: França i Gran Bretanya donaven suport a la monarquia isabelina sempre que mantingués una política exterior convinguda amb tots dos, encara que quan les dues grans potències sostinguessin postures diferents. Durant els governs de la Unió Liberal es va intentar recuperar part de les preteses passades glòries, sempre amb el consentiment de les potències que la custodiaven. Així s'expliquen les accions anomenades "de prestigi" o de "exaltació nacional espanyola" que van tenir un ampli suport popular amb l'Expedició franco-espanyola a Cotxinxina des 1857 a 1862, la participació en la Guerra de Crimea, la Guerra d'Àfrica de 1859 a la qual O'Donnell va obtenir un gran suport popular i un gran prestigi en consolidar les posicions de Ceuta i Melilla tot i no obtenir Tànger per les pressions angleses, l'Expedició anglo-franco-espanyola a Mèxic, l'annexió de Santo Domingo a 1861 i la Primera Guerra del Pacífic de 1863.

## La crisi política de 1863, la crisi financera de 1866 i la revolució de 1868

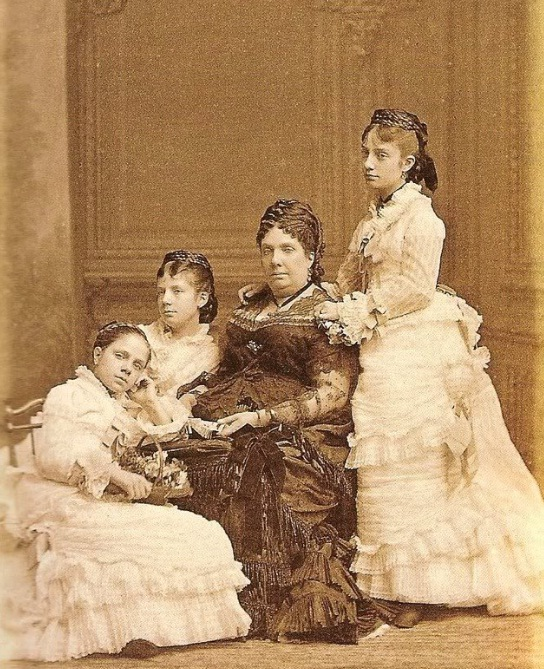
La reina Isabel II d'Espanya amb les seves tres filles.

El 1861 la política d'assetjament al govern d'O'Donnell es va multiplicar per part tant del Partit Moderat com del Partit Progressista. Així mateix van abandonar la Unió Liberal persones tan influents com Cánovas del Castillo, Antonio dels Rius Roses - un dels seus fundadors- o el mateix general Prim entre d'altres. A ells es van unir membres de l'exèrcit i la burgesia catalana. La queixa més comuna era la traïció a les idees que havien portat al poder al prestigiós general O'Donnell, i les discrepàncies internet del govern no es van resoldre amb la sortida de Posada Herrerai finalment O'Donnell presentà la seva renúncia a la reina el 1863. La substitució no era fàcil doncs els partits tradicionals comptaven amb no pocs problemes i enfrontaments entre els seus membres. Les files moderades van ser les que, a través del general Fernando Fernández de Córdova, van oferir la possibilitat de formar gabinet. Els progressistes, amb Pascual Madoz al capdavant, consideraven convenient la dissolució de les Corts. Finalment la reina va confiar el govern a Manuel Pando Fernández de Pineda comte de Miraflores, que a penes comptava amb suports. La seva presidència no va durar més que fins a gener de 1864 i així es van succeir fins a set governs. Narváez va formar govern el 16 setembre de 1864 amb la intenció d'aglutinar forces i recollir un esperit unionista que permetés la integració dels progressistes en la política activa, temorós que el qüestionament del regnat anés més enllà. La negativa progressista a participar en un sistema que consideraven corrupte i caduc va portar a Narváez a l'autoritarisme i una cascada de dimissions en el si del gabinet. A tot això es van sumar, per descrèdit del govern, els successos de la Nit de Sant Daniel el 10 abril de 1865. Els universitaris de la capital protestaven contra les mesures d'Antonio Alcalá Galiano, que tractava d'allunyar l'esperit del racionalisme i el krausisme de les aules mantenint els valors tradicionals de l'humanisme cristià, i contra l'expulsió de la càtedra d'Història d'Emilio Castelar pels seus articles on denunciava la venda del Patrimoni Reial amb apropiació per part de la reina del 25% dels ingressos. La dura repressió governamental de la protestes va provocar la mort de tretze universitaris.

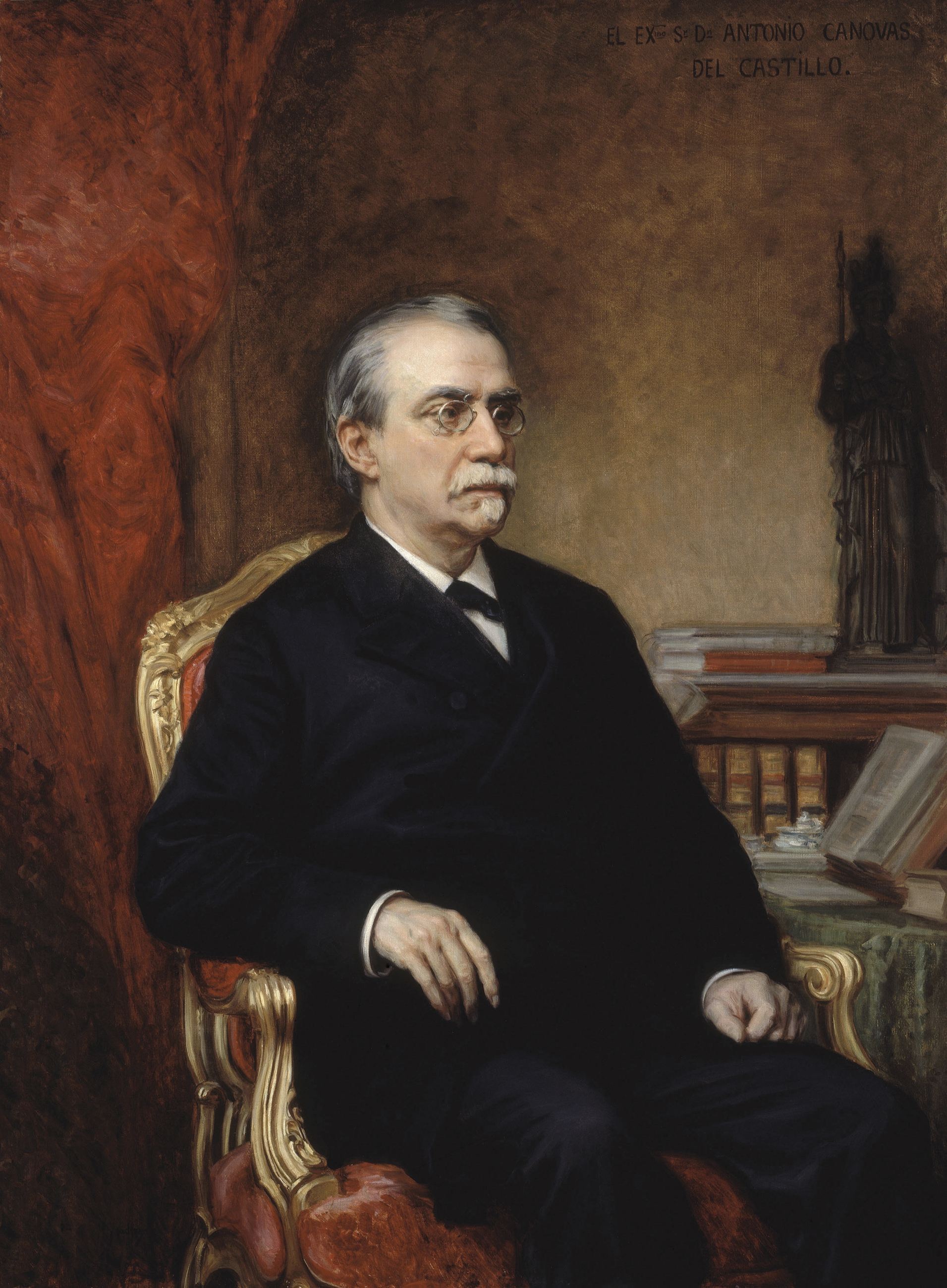
El polític Antonio Cánovas del Castillo.

La crisi va portar a formar un nou govern el 21 juny amb el retorn, novament, de Leopoldo O'Donnell, Cánovas del Castillo i Manuel Alonso Martínez al Ministeri d'Hisenda, a més d'altres figures destacades. Entre altres mesures es va aprovar una nova llei que va permetre incrementar el cos electoral fins als quatre-cents mil votants, gairebé el doble del nombre anterior i es van convocar eleccions a Corts. No obstant això, abans de celebrar aquestes, els progressistes van anunciar que mantenien la seva retraïment. Així les coses, Prim es va revoltar a Villarejo de Salvanes en un clar gir polític que apostava per prendre el poder mitjançant les armes, però l'execució del cop no va comptar amb l'adequada planificació i va fracassar. De nou, l'actitud hostil dels progressistes va enervar a O'Donnell que va reforçar el contingut autoritari del govern, el que va provocar la revolta de la Caserna de San Gil el 22 juny, de nou organitzada per Prim però que, també de nou, va fracassar i va omplir de sang els carrers amb més de seixanta condemnes a mort. O'Donnell es va retirar, esgotat, de la vida política i va ser substituït, novament, per Narváez, que va condonar les penes no executades als revoltats però va mantenir el rigor autoritari amb expulsions de les càtedres dels republicans i krausistes i el reforçament de la censura i l'ordre públic.

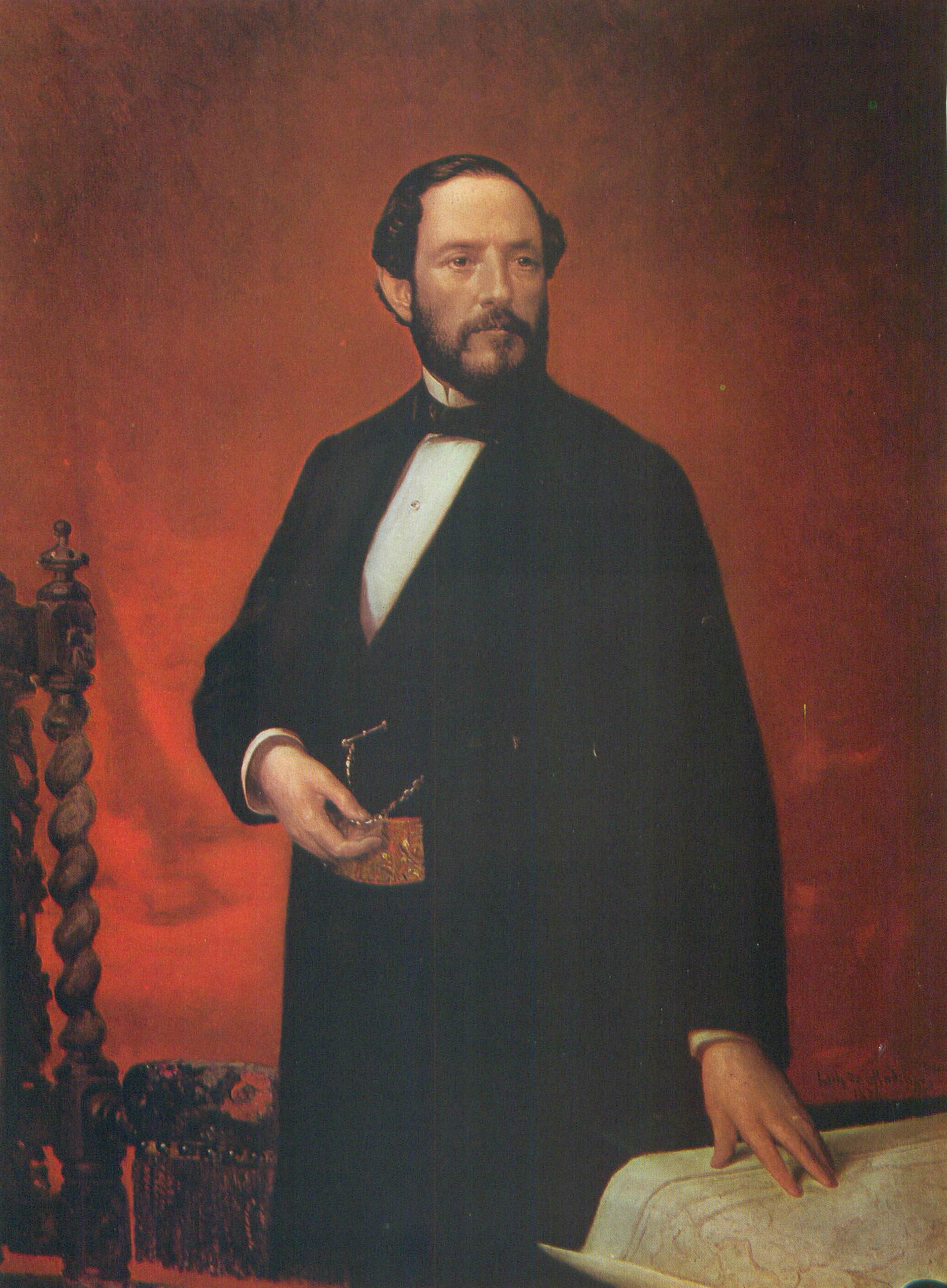
El militar i polític Joan Prim.

El 1866 s'agreujà la crisi econòmica provocada per la crisi financera originada per l'esclat de la bombolla del ferrocarrils, que portà a la fallida de nombrosos bancs i empreses (de 21 bancs, van tancar 6). Per la seva part l'Estat tenia un enorme dèficit públic i a fi de reduir el seu endeutament va obligar a augmentar la pressió fiscal. A aquesta situació se sumà una crisi agrària provocada per les males collites i un agreujament de la crisi industrial en el sector tèxtil català degut a l'augment dels preus de la matèria primera, el cotó, arran de la Guerra Civil dels Estats Units (1861-1865). El govern, incapaç de resoldre els problemes econòmics, es va veure desprestigiat, i més encara quan embolicat en aventures colonials Espanya fou derrotada en la Guerra hispanosudamericana (1864-1866). La crisi econòmica general va accelerar el deteriorament polític dels moderats. Davant la manca de resposta del govern es van donar diversos alçaments violents, entre els quals hi ha el dels Sergents a la Caserna de San Gil, que va ser reduït per O'Donnell. Aquesta demostració exagerada de força li va costar el lloc a O'Donnell, que va ser substituït per Narváez i més tard per González Bravo, que va establir una dictadura civil en què governava per decrets, ja que les Corts estaven tancades i no tenia oposició parlamentària. Les forces polítiques excloses, progressistes i demòcrates, van optar per la conspiració en no poder presentar oposició legal. En aquest cas, s'enfrontaven al govern i també a la reina Isabel II. Amb la idea d'aquesta revolució es va crear l'agost del 1866 una plataforma antigovern anomenada el Pacte d'Oostende. En un primer moment els signants del pacte van ser els progressistes i els demòcrates exiliats, que pretenien moure una revolució en Espanya des de l'estranger per acabar amb Isabel II. Una vegada conquerit el poder formarien unes Corts constituents que establirien la forma de govern des de llavors: monarquia o república. El 1867 s'uniren al Pacte membres de la Unió Liberal, fet que suposà el triomf de la revolució, doncs en les files unionistes hi havia un gran nombre d'alts càrrecs militars com el general Serrano.

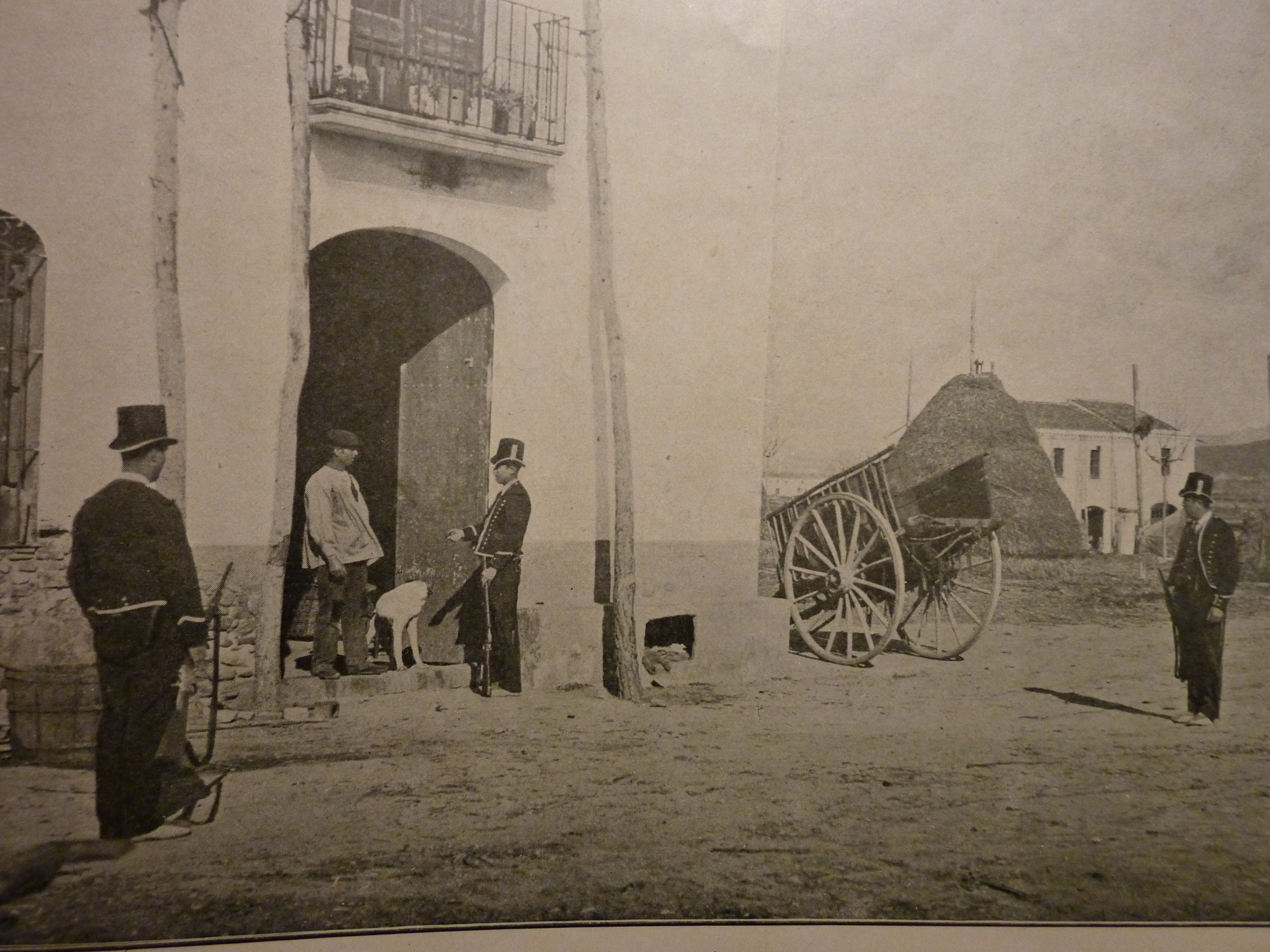
Control dels Mossos d'Esquadra (finals segle s.XIX).
El 1868 el cos fos abolit pel general Prim a causa de la seva adscripció monàrquica i perquè eren fidels als municipis i les diputacions provincials que els pagaven el sou. Havien de ser substituïts per la Guàrdia Civil creada el 1844.

En aquest context s'inicià a Cadis la Revolució de 1868. El 19 setembre de 1868 el brigadier Topete va encapçalar un alçament després posar-se al comandament de la flota fondejada a Cadis. Els revoltats difonen un manifest titulat "Espanya amb honra", en el qual exposaven les raons de la seva aixecament, que no eren altres que la demanda de reformes polítiques. En el manifest es demanava que després exiliar la reina es fundés un nou govern sense exclusió de partits. A continuació el general Prim es va unir a Topete i ambdós van prendre el control de Cadis. Després van buscar el suport en altres ciutats com Sevilla, Còrdova, Barcelona, Huelva, etc. Es van formar Juntes Provincials que es van encarregar de mobilitzar a la població mitjançant promeses de sufragi universal, d'eliminació d'impostos, de la fi del reclutament forçós i d'una nova constitució. A les ciutats, les Juntes revolucionàries, formades per demòcrates i progressistes, van assumir el poder. Finalment, el govern i la reina es van quedar sense suports, el que va facilitar el triomf de la revolució en la Batalla del pont d'Alcolea el 28 setembre de 1868 entre revolucionaris i isabelins. Narváez va morir el 1868 i fou substituït per l'autoritari Luis González Bravo, però la revolució estava forjada i la fi de la monarquia s'apropava al crit de "A baix els Borbons! Visca Espanya amb honra!".
El Govern va dimitir i la reina, que es trobava en Sant Sebastià, es va exiliar a França. La revolució va acabar amb el règim de govern que hi havia fins ara, però llavors van aparèixer diferents formes de pensar entre els revolucionaris i una disputa per imposar el seu propi model d'Estat. Al final es van imposar Prim i els seus, del sector progressista, als quals es van unir els unionistes, amb Serrano al capdavant, que va ser nomenat cap del govern provisional mentre es formaven les Corts constituents. El general Serrano, a més, va dissoldre les Juntes Revolucionàries i es va desarmar a la Milícia Nacional a fi d'evitar problemes de control. S'iniciava el període de sis anys conegut com a Sexenni Democràtic (1868-1874) que després de diversos i variats intents de formes govern, finalitzà amb la Restauració borbònica (1874-1931).